# اخواست
اَخواست (اَخواشت) پهلوانی تورانی در شاهنامه است که هماورد زنگه شاوران در جنگ دوازده رخ شد و زنگه او را کشت.
اشعاری که در آن نام اوخواست آمده:
| چو اوخواست با زنگهٔ‌شاوران |  | دگر برته با کهرم از یاوران |

## اخواست در شاهنامه
قرعه هشتم نبرد جنگ دوازده‌رخ، میان زنگه شاورانو اوخواست افتاد که اوخواست در جنگ هرگز نمی‌کرد. هر دو رزمنده با عمود آهنین تا سه‌تیغ آفتاب بر سر هم کوفتند، تا اینکه از گرما و عطش نه خود یارای جنگ داشتند و نه اسبان توان حرکت داشتند. چون تشنگی چیره می‌گشت، هر دو راضی شدند کمی بیاسایند تا با توان بیشتر دوباره پیکار نمایند. پس از استراحتی کوتاه چون نیروی مجدد یافتند با نیزه وارد میدان شده گرد هم گشتند تا اینکه زنگه بر اوخواست چیره گشت نیزه‌ای بر کمرگاه او زد که او با نعرهٔ شدید از اسب سرنگون شد. زنگه از اسب پیاده شد او را بر خاک تفتیده کشید بر زین گذاشت و خود نیز بر اسب خویش سوار بالای تپهٔ نشان آمد فریاد پیروز باد شاه پیروزگر (کیخسرو) سر داد:
| نشست از بر اسپ و بالا گرفت |  | به ترکان چه آمد ز بخت ای شگفت |
| بر آن کوه فرّخ برآمد ز پست  |  | یکی گرگ پیکر درفشی به دست     |
| بشد پیش یاران و کرد آفرین  |  | ابر شاه و بر پهلوان زمین      |

### یادکرد از اوخواست
| بخواند اندریمان و اوخواست را |  | نهاد چپ لشکر و راست را       |
| .                            |  | .                            |
| چو اوخواست با زنگه شاوران    |  | دگر برته با کهرم از یاوران   |
| .                            |  | .                            |
| که همرزمش از تخم اوخواست بود |  | که از جنگ هرگز نه برکاست بود |
| .                            |  | .                            |
| گرفتند هر دو عمود گران       |  | چو اوخواست با زنگهٔ شاوران    |
| .                            |  | .                            |
| پدرت از غم او بکاهد همی      |  | کنون کین اوخواست خواهد همی   |